# Гай Сулпиций Гал (консул 243 пр.н.е.)
Вижте пояснителната страница за други личности с името Гай Сулпиций Гал.
Гай Сулпиций Гал (на латински: Sulpicius C. F. Ser. N. Gallus) e политик на Римската република през 3 век пр.н.е.
През 243 пр.н.е. консул заедно с Гай Фунданий Фундул. Той се бие през Първата пуническа война в Сицилия против картагенците. През същата година се репарира римската флота.